# 科克倫 (安大略省)
科克倫（英語：Cochrane）是加拿大安大略省北部科克倫區一鎮，為該區的行政中心。據2011年加拿大人口普查所示，科克倫有5340名居民。
20世紀初，國家橫貫大陸鐵路（National Transcontinental Railway，現加拿大國家鐵路公司一部分）和蒂米斯卡明及北安大略鐵路（Temiskaming and Northern Ontario Railway）先後開通至此，刺激了此帶的發展。此帶於1908年劃設鎮址，並於1910年正式建制為鎮，以時任安大略省土地、林木及礦務廳長和薩德伯里前市長法蘭西斯·科克倫（Francis Cochrane）命名。科克倫區於1921年成立，到1923年將行政中心設於科克倫鎮。
安大略11號省道（橫加公路）在科克倫鎮從南北走向改為東西走向，向西經雷灣通往雷尼河鎮，向南通往北灣和奧里利亞並於巴里駁上400號高速公路通往多倫多。安大略北地客運公司經營來回科克倫和穆森尼的北極熊快車（Polar Bear Express）客運鐵路服務，每週有五班列車停靠科克倫。該公司過去亦曾營運來往科克倫和多倫多的客運鐵路服務，但於2012年取消並改以城際巴士行駛該路線。

## 外部連結
- 维基共享资源上的相關多媒體資源：科克倫
- （英文）Welcome to Town of Cochrane （页面存档备份，存于）－科克倫鎮政府官方網站